# Chavornay, Ain

Chavornay este o comună în departamentul Ain din estul Franței.